# Whaley Bridge
Whaley Bridge est une petite ville et paroisse civile située dans le district de High Peak dans le Derbyshire (Angleterre). La ville est située sur la rivière Goyt à 26 km (16 miles) au sud-est de Manchester, à 11 km (7 miles) au nord de Buxton, à 14 km (9 miles) à l'est de Macclesfield et à 45 km (28 miles) à l'ouest de Sheffield.
La ville compte 6 455 habitants (recensement de 2011) en ce compris les habitants de Furness Vale, Hornwich End, Bridgement, Fernilee, Stoneheads et Taxal.

## Évacuation
Le 31 juillet 2019 l'évacuateur de crue du réservoir de Toddbrook, d'une capacité de 300 millions de gallons (1 milliard 136 mille litres) d'eau, s'est partiellement effondré après avoir été fortement endommagé sous l'effet de pluies torrentielles.
Le 1er août 2019 en raison du risque de rupture du barrage les services de secours ont procédé à l'évacuation de l'ensemble des 6 500 habitants. Une partie des habitants est hébergée dans l'école secondaire Chapel High School de la ville voisine de Chapel-en-le-Frith,.
Le 3 août 2019 le premier ministre, Boris Johnson, annonce que le barrage sera dans un premier temps sécurisé et ensuite reconstruit.
Les pompiers ont procédé au pompage de l'eau du barrage afin d'un faire baisser le niveau d'eau à 25 % de son volume de capacité, tandis que l'armée a déployé un hélicoptère Chinook chargé de combler la brèche au moyen de gros sacs de sable.
Après six jours les habitants de Whaley Bridge ont pu regagner leurs habitations.

## Personnalités liées à la ville
- Bill Jones (1921-2010, footballeur, y est né.